# HD 83523
HD 83523，又名CP-64 1049，SAO 250636、HR 3841，是一颗恒星，视星等为6.56，位于銀經284.08，銀緯-9.5，其B1900.0坐标为赤經9h 33m 45.8s，赤緯-64° -9.5′ 9″。